# Bandiera della Tanzania
La bandiera della Tanzania è stata adottata nel 1964. Deriva dalla bandiera del Tanganica e dalla bandiera di Zanzibar. La bandiera è divisa diagonalmente da una banda nera bordata di giallo che parte dall'angolo inferiore del lato del pennone. Il triangolo superiore (lato del pennone) è verde, mentre quello inferiore è blu.
Il significato simbolico dei colori è il seguente:
- il verde rappresenta la vegetazione, e quindi la ricchezza naturalistica del paese;
- il blu rappresenta i grandi laghi e l'Oceano Indiano;
- la banda dorata rappresenta i giacimenti minerari;
- il nero rappresenta il popolo swahili e bantu

## Standard cromatico
| Schema                            | Nero  | Blu   | Verde | Oro   |
| --------------------------------- | ----- | ----- | ----- | ----- |
| Standard britannico 2660 del 1955 | 9-103 | 0-012 | 0-010 | 0-002 |

## Bandiere storiche

### Tanganica

Bandiera della Compagnia dell'Africa Orientale Tedesca (1885-1891)
Bandiera dell'Africa Orientale tedesca (1885-1919)
Bandiera proposta, ma mai adottata, dell'Africa Orientale tedesca
Bandiera del Territorio del Tanganica (1919-1961)
Bandiera del Tanganica (1961-1964)